# 10023 Владіфедоров
10023 Владіфедоров (10023 Vladifedorov) — астероїд головного поясу, відкритий 17 листопада 1979 року.
Тіссеранів параметр щодо Юпітера — 3,482.